# Asmate aequifasciata
Asmate aequifasciata är en fjärilsart som beskrevs av Jaquemin 1931. Asmate aequifasciata ingår i släktet Asmate och familjen mätare. Inga underarter finns listade i Catalogue of Life.